# Peckham Library
Peckham Library je knihovna v jihovýchodní městské části Londýna nazývané Peckham. Byla financována místním úřadem a rozpočtem z Evropské unie. Celkové náklady dosáhly 8,25 miliónů dolarů, stavbu navrhl architekt Will Alsop.
Budova v roce 2000 získala Stirlingovu cenu, což je nejprestižnější ocenění za architekturu ve Spojeném království Velké Británie a Severního Irska. Porotu zaujal hlavně architektův přístup k budově samotné. Alsop vzal půdorys běžné knihovny a vyvýšil ho tak, aby pod ním vznikl veřejný prostor, čímž také přesunul a izoloval klidné prostory pro čtení od denního ruchu ulice. Realizace probíhala v roce 1999, veřejnosti byla otevřena 8. března 2000, oficiálně knihovnu otevřel dne 15. března 2000 Chris Smith, britský ministr kultury, médií a sportu. Budova již během svého prvního roku pohostila 500 000 návštěvníků.
Knihovna záměrně přitahuje pozornost svým atraktivním vzhledem – kaleidoskopem barevných skel.[zdroj⁠?!] Architekt vytvořil vizuální pozvání, které nabádá k bližšímu prozkoumání interiéru knihovny.[zdroj⁠?!] Oranžový jazyk vykukující ze střechy budovy má lákat k objevování nových překvapení,[zdroj⁠?!] která se schovávají vevnitř. Investor požadoval, aby stavba zaujala hlavně věkovou skupinu ještě před dosažením deseti let,[zdroj⁠?!] jinak podle něj již nikdy ve svém životě do knihovny nevkročí. Proto bylo úkolem architekta vytvořit budovu atraktivní především pro děti.

## Architektura
Samotnou stavbu si lze představit jako převrácené velké tiskací písmeno „L“. Horní část je vyzdvižena o 12 metrů nad úroveň terénu a je podporována tenkými ocelovými sloupy. Budova je pětipodlažní. Z prvních tří nadzemních podlaží je ukrojena část hmoty a nacházejí se zde informační a mediální centrum, kanceláře a administrativní prostory pro personál knihovny. Další dvě vyšší podlaží skrývají samotné prostory knihovny, které jsou drženy v rovnováze na sedmi bláznivě šikmých sloupech. Samozřejmě nemají jen vizuální efekt, ale především statickou funkci. Z těchto podlaží je návštěvníkům knihovny poskytnutý výhled na Londýn, který jim má být inspirací k vlastní tvorbě.[zdroj⁠?!]
Jednotlivé fasády budovy jsou dětinsky neukázněné.[zdroj⁠?!] Jižní, východní a západní fasáda jsou obloženy předem patinovanou mědí v pastelově zelené barvě s diagonálním, opakujícím se vzorem. Vícebarevné zasklení na severní fasádě i ostatní zasklené otvory byly navrženy tak, aby maximalizovali přístup denního světla do interiéru budovy, ale zároveň se vyhýbali nechtěným solárním ziskům. To bylo odzkoušeno na vytvořeném modelu s napodobeným denním světlem, přičemž videokamera vevnitř měřila efekt podle počtu a velikosti vyřezaných otvorů. Fasáda je také navržena tak, aby umožňovala pohled do budovy a ukazovala zábavnou atmosféru vnitřního prostředí.[zdroj⁠?!]
Prostor uvnitř budovy je zaplaven světlem také díky střešním světlíkům. Celkem zajímavé jsou tři velké „kokony“, kde jsou situovány místnost pro dětské aktivity, afro-karibské centrum a přednáškový sál. „Kokony“ připomínají tajemství a záhadu.[zdroj⁠?!] Tyto tvary mají mystifikovat a prohloubit zájem o to,[zdroj⁠?!] co je schováno vevnitř. Dva z nich procházejí střechou a vytvářejí střešní světlíky. Jsou vyrobeny ze stavebního dřeva na ocelových deskách a pozvednuté na betonových nohách. Uvnitř je vytvořen bílý povrch, který absorbuje zvuky a hluk. Každý z nich má rám z vertikálních a horizontálních žeber, který je vložen do dvou vrstev laminátovaného, dýhovaného dřeva. Vše je propojeno měděnými skobami, které mají připomínat stehy.

## Získaná ocenění
- 2001 AIA London Chapter Design Award for Best Building
- 2001 Civic Trust Award
- 2001 BCIA Award
- 2000 RIBA Stirling Prize – Building of the Year